# آتش‌پاش

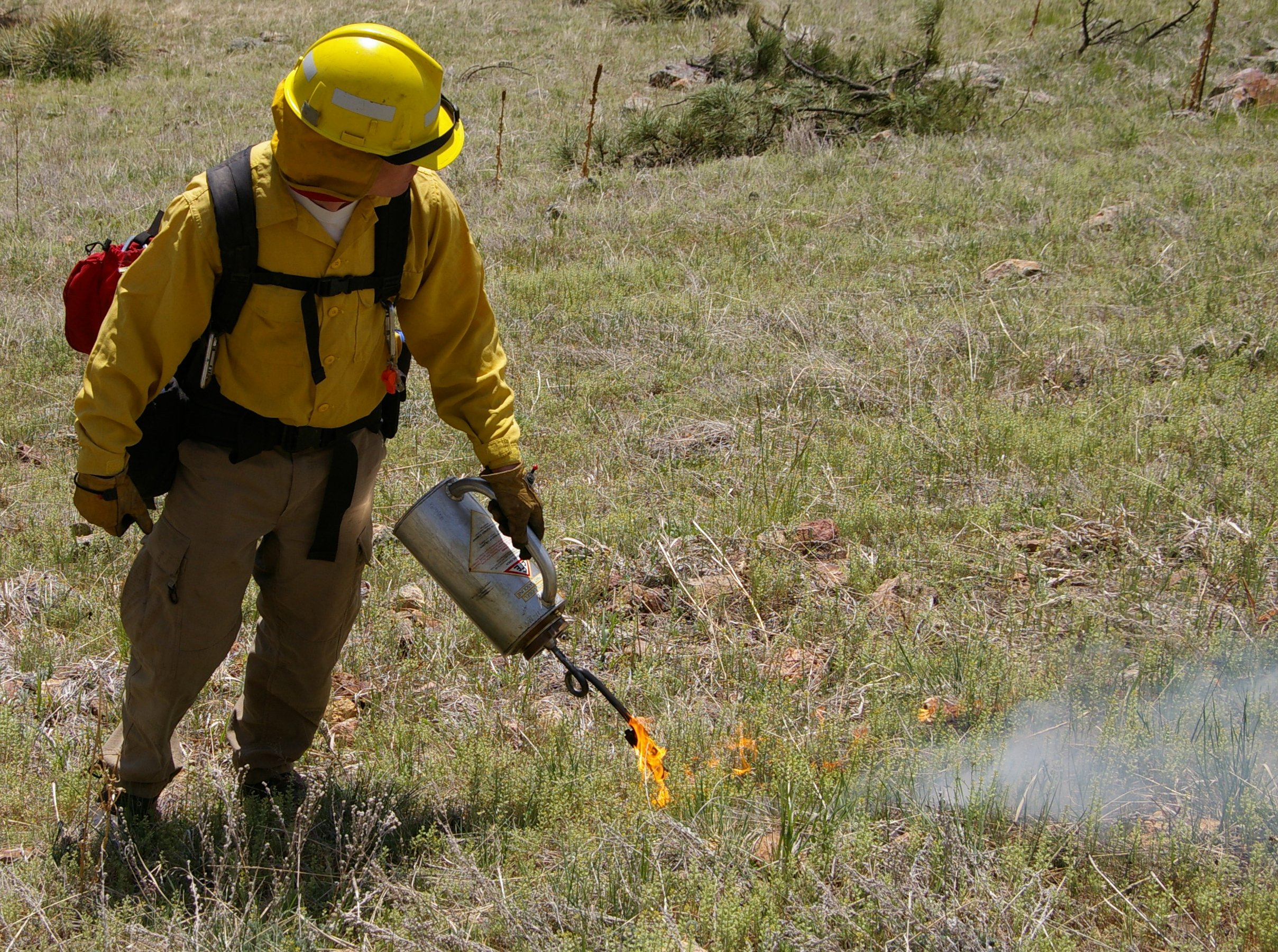
به کار بردن آتش‌پاش برای آتش زدن

آتش‌پاش ابزاری است که برای جلوگیری از آتش‌سوزی جنگل، ایجاد آتش‌سوزی کنترل شده و دیگر فعالیت‌های جنگل‌داری که نیاز به آتش زدن عمدی دارد به کار می‌رود. آتش‌پاش شامل این قسمت هاست: 
- قوطی دستگیره دار محتوی سوخت
- یک لولهٔ خمیده برای جلوگیری از ورود آتش به قوطی سوخت
- یک شیر هوا برای وارد کردن هوا به قوطی سوخت
- فتیله‌ای که از آن سوخت شعله ور به زمین پاشیده می‌شود.

## نگارخانه

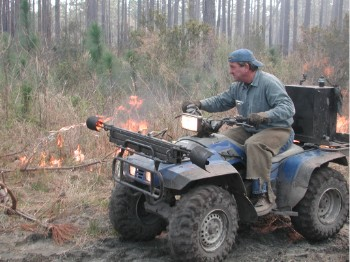